# Pentatlón moderno en los Juegos Europeos de Cracovia 2023
El pentatlón moderno en los III Juegos Europeos se realizó en el Centro Deportivo AWF de Cracovia (Polonia) del 25 de junio al 1 de julio de 2023.
Fueron disputados en este deporte cinco pruebas diferentes, dos masculinas, dos femeninas y una mixta.

## Medallistas

### Masculino
| Evento                  | Oro                                | Plata                                   | Bronce                           |
| ----------------------- | ---------------------------------- | --------------------------------------- | -------------------------------- |
| Individual (1 de julio) | Giorgio Malan · Italia · 1534 pts. | Joseph Choong · Reino Unido · 1531 pts. | Csaba Bőhm · Hungría · 1530 pts. |
| Equipo (1 de julio)     | Reino Unido ·                      | Francia ·                               | Italia ·                         |

### Femenino
| Evento                  | Oro                               | Plata                              | Bronce                                 |
| ----------------------- | --------------------------------- | ---------------------------------- | -------------------------------------- |
| Individual (1 de julio) | Alice Sotero · Italia · 1443 pts. | Laura Heredia · España · 1429 pts. | Olivia Green · Reino Unido · 1428 pts. |
| Equipo (1 de julio)     | Alemania ·                        | Lituania ·                         | Hungría ·                              |

### Mixto
| Evento               | Oro                                                            | Plata                                                | Bronce                                                  |
| -------------------- | -------------------------------------------------------------- | ---------------------------------------------------- | ------------------------------------------------------- |
| Relevo (29 de junio) | Karolína Křenková · Martin Vlach · República Checa · 1406 pts. | Kamilla Réti · Mihály Koleszár · Hungría · 1401 pts. | Jessica Varley · Samuel Curry · Reino Unido · 1395 pts. |

## Medallero
| Núm. | País            | Oro | Plata | Bronce | Total |
| ---- | --------------- | --- | ----- | ------ | ----- |
| 1    | Italia          | 2   | 0     | 1      | 3     |
| 2    | Reino Unido     | 1   | 1     | 2      | 4     |
| 3    | Alemania        | 1   | 0     | 0      | 1     |
| 3    | República Checa | 1   | 0     | 0      | 1     |
| 6    | Hungría         | 0   | 1     | 2      | 3     |
| 7    | España          | 0   | 1     | 0      | 1     |
| 7    | Francia         | 0   | 1     | 0      | 1     |
| 7    | Lituania        | 0   | 1     | 0      | 1     |
|      | TOTAL           | 5   | 5     | 5      | 15    |